# Koyunlu, Yeşilli
Koyunlu là một xã thuộc huyện Yeşilli, tỉnh Mardin, Thổ Nhĩ Kỳ. Dân số thời điểm năm 2010 là 330 người.